# Юго-Восточноазиатский театр военных действий Второй мировой войны
Юго-Восточно-Азиатский театр военных действий (1941—1945) — боевые действия, происходившие во время Второй мировой войны в Индокитае, восточном Индостане, на Цейлоне, в Малайе, Сингапуре и восточной части Индийского океана.

## Ход боевых действий
Ещё с 1937 года Япония вела войну в Китае, а в 1940 году ввела войска во Французский Индокитай. В июле 1941 года между Японской империей и Французским государством было подписано соглашение о военном сотрудничестве в интересах совместной обороны Индокитая. В соответствии с этим соглашением Япония могла по своему усмотрению создавать в Индокитае сухопутные, морские и воздушные базы.
6 ноября 1941 года Императорская Ставка издала приказ № 556, в котором ставились задачи Южной группе армий, отряду Южных морей и Экспедиционной армии в Китае. 15 ноября был издан приказ № 564, в котором указывались задачи по захвату наиболее важных районов в зоне Южных морей.
1 декабря 1941 года император принял решение о начале военных действий против США, Великобритании и Нидерландов. Начальник генерального штаба Хадзимэ Сугияма и начальник морского генерального штаба Осами Нагано немедленно отдали сухопутным войскам и флоту приказы о готовности к военным действиям и выдвижении соединений в переднюю линию. 2 декабря начальники сухопутного и морского генеральных штабов приняли решение о начале военных действий 8 декабря 1941 года.

### Начальные успехи японцев
Чтобы успешно вести наступательные операции в Юго-Восточной Азии, Японии требовалось привлечь на свою сторону Таиланд, однако дело неожиданно осложнилось тем, что вечером 7 декабря премьер-министр Таиланда Пибунсонграм выехал для инспекции на восточную границу. В этой обстановке японский посол вручил японские требования в 1 час 50 минут 8 декабря министру иностранных дел Таиланда. Поскольку позиция премьер-министра оставалась неясной, возникла опасность столкновения между японскими и таиландскими вооружёнными силами. Не получив ответа от таиландского правительства, фельдмаршал Тэраути в 3 часа 30 минут отдал приказ о вторжении японских сухопутных войск в Таиланд. Утром 8 декабря гвардейская дивизия пересекла государственную границу Таиланда, и на рассвете 9 декабря её передовые подразделения вступили в Бангкок. Во время оккупации в двух-трёх местах произошли мелкие стычки с таиландскими войсками, которые сразу же прекратили сопротивление. 11 декабря главные японские силы вышли к реке Кра на бирманско-таиландской границе и вечером 14 декабря захватили Виктория-Пойнт в Бирме. 21 декабря Таиланд заключил с Японией формальный договор о союзе.
Потеря Виктории явилась для англичан тяжёлым ударом, так как это был единственный промежуточный аэродром между Индией и Сингапуром. Теперь самолёты не могли долетать до Сингапура самостоятельно, и их нужно было везти в разобранном виде. Это стало остро необходимо, так как одновременно с продвижением в Таиланде японцы предприняли нападение на британские военно-воздушные базы в Малайе, в результате которого на земле было уничтожено 80 % английских самолётов.
В тот же день 8 декабря японцы высадились в Кота-Бару — самой северной гавани Малайи. Для борьбы против этого десанта из Сингапура вышли линкор «Принс оф Уэлс» и линейный крейсер «Рипалс», но так как они следовали без воздушного прикрытия, то 10 декабря были потоплены японской авиацией. Несмотря на сильное сопротивление со стороны англичан, австралийцев и новозеландцев, японцы к 31 января продвинулись до южной оконечности Малаккского полуострова. Обнаружилось, что Сингапур практически не защищён с сухопутного направления, и после недели боёв состоялась крупнейшая капитуляция британских войск в истории.
Параллельно с продвижением в Малайе, другая группа японских войск осуществляла высадки на индонезийских островах. В результате действий этих групп, к 1 марта 1942 года Нидерландская Ост-Индия была захвачена японцами, а 23 марта японские войска высадились на Андаманских островах. Уничтожив силы ABDA в ходе сражения в Яванском море, японские корабли в начале апреля направились в Индийский океан, чтобы разгромить Британский Восточный флот. Несмотря на то, что британские корабли успели перебазироваться с Цейлона на секретную базу на атолле Адда, в ходе рейда в Индийский океан японцы уничтожили авианосец, два крейсера и два эсминца, не считая более мелких военных кораблей и десятков гражданских судов.

### Боевые действия в Бирме
Ещё до того, как пал Сингапур, японцы начали следующую операцию — по захвату британской колонии Бирма. 21 января 1942 года японцы захватили Каукарейский перевал на таиландско-бирманской границе и устремились на запад. Не встречая сильного сопротивления, японские войска переправились через три реки и 7 марта заняли оставленный англичанами Рангун, ликвидировав тем самым основной путь поставки вооружений китайскому правительству Чан Кайши. Ещё на территории Таиланда японцы начали формировать «Армию независимости Бирмы», и к моменту захвата Рангуна в ней насчитывалось уже 12 тысяч человек.
В начале апреля японцы повернули на север и стали преследовать англичан вверх по долине Иравади. В связи со слабостью войск в Бирме и невозможностью быстрой доставки подкреплений из Индии англичане были вынуждены обратиться за помощью к Чан Кайши, и тот отправил в Бирму китайские войска. Однако японские войска, совершив обходные манёвры, опрокинули оборонительные линии Союзников и разгромили их (при этом бирманцы массово дезертировали из британских частей). С 26 апреля англичане начали отступление в Индию, стараясь успеть это сделать до начала сезона дождей. В ходе отступления на север 38-я и 22-я китайские дивизии оказались отрезанными от Китая, и им пришлось также пробиваться в Индию. Эти войска были собраны в городке Рамгарх одноимённого округа, где получили американское вооружение и экипировку, а за их обучение взялись американские инструкторы. Официальным командующим китайскими войсками в Индии стал американский генерал Джозеф Стилвелл. В результате в Британской Индии появилось возглавляемое американцами китайское соединение — Командование северного боевого района.
Осенью 1942 года англичане решили провести операцию «Анаким» по захвату порта Акьяб на западном побережье Бирмы. Однако операция была подготовлена из рук вон плохо: когда она началась 21 сентября, то командир британской дивизии с удивлением обнаружил, что не были даже подготовлены дороги, по которым его войска должны были достичь границ Бирмы. Почти месяц ушёл у британцев на прокладку дорог для машин к границе, после чего войска начали безуспешные лобовые атаки японских позиций. Несмотря на начальное превосходство в силах, весной обескровленные британские части были вынуждены отступить, чтобы успеть вернуться в Индию до начала очередного сезона дождей.
Тем временем на севере подполковник Уингейт организовал на основе 77-й индийской бригады специальный отряд «Чиндиты», который в феврале 1943 года проник в Бирму с диверсионными целями. Несмотря на небольшой причинённый ущерб и большие потери, действия «чиндитов» имели большое пропагандистское значение. По образцу «чиндитов» для действий в северной Бирме американским генералом Мерриллом был организован отряд, получивший неофициальное название «Мародёры Меррилла». Действия «чиндитов» насторожили японцев, которые решили не дожидаться очередного британского вторжения в Бирму, а нанести упреждающий удар по территории Индии.
Летом 1943 года в Сингапур из Германии прибыл один из бывших лидеров Индийского движения за независимость — Субхас Чандра Бос, который начал набирать из индийских военнопленных, согласных перейти на другую сторону, Индийскую национальную армию. 1 августа 1943 года японцами было создано марионеточное государство Бирма.
Пока японцы готовили упреждающий удар, китайцы решили попытаться восстановить сухопутное сообщение с Британской Индией. В начале октября 1943 года китайские войска из восточной Индии неожиданно форсировали реку Салуин, захватив врасплох японскую 18-ю дивизию. Однако благодаря решительным действиям командира дивизии генерал-лейтенанта Синъити Танака через 2 недели положение было восстановлено.
Несмотря на то, что командующий 15-й армией Рэнъя Мутагути настаивал на крупном наступлении в Индии с целью вызвать антибританское восстание, Токио дал согласие лишь на ограниченную операцию. Состоявшееся в начале 1944 года сражение за Импхал завершилось поражением, но Мутагути отказался дать командирам дивизий разрешение отступить и вместо этого сместил троих из них. Из 65 тысяч подчинённых Мутагути людей 50 тысяч умерло — в основном от голода и болезней. Из-за полного провала Мутагути был отстранён от командования и отозван в Токио.

### Контрнаступление Союзников и освобождение Юго-Восточной Азии

#### Бирма
Решение о контрнаступлении союзных войск в Бирме впервые было сформулировано на конференции в Касабланке в январе 1943 года. В ходе обсуждения вопроса о контрнаступлении обнаружились серьёзные противоречия между союзными державами: если США настаивали на быстрейшем восстановлении сухопутного сообщения с Китаем, то Великобритания стремилась вернуть Сингапур, для чего необходимо было действовать через Суматру и Малайю. Китай поддерживал американский план, но очень настороженно относился к контрнаступлению в Северной Бирме, так как основную тяжесть боёв пришлось бы вынести на себе китайской армии, и потому в качестве предварительного условия настаивал на одновременном крупном контрнаступлении англо-индийских войск с прибрежного направления.
Когда после провала Импхальской операции японские войска начали отход с территории Индии, их по пятам стали преследовать войска Союзников. Поражение японской 15-й армии стало началом крушения всей обороны Бирмы. Ещё в апреле 1944 года на крайнем севере Бирмы, в районе Хуакун, начали наступление американо-китайские части. «Мародёры Мерилла» совместно с китайскими войсками и бирманскими партизанами сумели по горам обойти японские заслоны, и 17 мая захватить важный аэродром в Мьичине. Однако после этого начались разногласия между союзниками: китайцы отказывались выполнять приказания Стилвелла без подтверждений Чан Кайши. В результате осада Мьичины растянулась на всё лето.
Наступление Стилвелла не встретило поддержки британского командования, которое квалифицировало его как «неразумное и никому не нужное». Для того, чтобы подчеркнуть свою решимость уделить основное внимание морским операциям, штаб Юго-Восточно-Азиатского командования был 14 апреля переведён в город Канди на Цейлоне. В результате, когда через месяц стало известно о захвате аэродрома Мьичины, Маунтбеттен получил язвительное послание от Черчилля:
Как получилось, что американцы блестящей победой посадили нас в лужу?
Получалось, что пока Лондон строил планы войны в Бирме, китайские войска уже освободили север страны. Британцы начали медленно склоняться к сухопутному наступлению в Бирме, но решение об этом было принято лишь осенью, когда японцы начали отход от Импхала, а китайцы, наконец, взяли Мьичину.
Проблема для Союзников заключалась в том, что до тех пор, пока Бирма была отрезана со стороны моря, всё снабжение войск должно было вестись либо по воздуху, либо по тропам в джунглях; таким образом британцы могли ввести в Бирму не более четырёх дивизий. Надежды на помощь со стороны китайцев были слабыми, так как Чан Кайши не был намерен таскать каштаны из огня для Черчилля. В то же время японцы, несмотря на разгром у Импхала, могли противопоставить британцам шесть дивизий, кроме того у них оставалась возможность перебросить на север две дивизии из Аракана.
По первоначальному плану основной целью британского наступления был Мандалай — основной узел дорог, второй по величине город Бирмы. Но командование японскими войсками, понимая, что именно Мандалай является основной целью Союзников, решило отвести войска из гигантской излучины Иравади перед Мандалаем и не ввязываться в бои с британцами между Иравади и Чиндуином. Излучина Иравади должна была стать ловушкой для британской армии, оторвавшейся от своих баз.
Однако командующий британскими войсками в Бирме генерал Уильям Слим заподозрил неладное. Понимая, что если он будет следовать разработанным планам, то добровольно введёт свою армию в мешок, он отважился на рискованную операцию: скрытно перебросить свои основные силы южнее, перерезать железную дорогу, оседлать шоссе Мандалай-Рангун, и ударить в сторону Рангуна. Этот рискованный план увенчался полным успехом. В начале февраля части, вышедшие в долину Иравади севернее Мандалая, начали наступление на Мандалай и отвлекли на себя значительные японские силы. В ночь с 13 на 14 февраля дивизии, сошедшие с гор, начали форсирование Иравади на стыке японских 15-й и 28-й армий. Этот участок реки оборонялся бригадой Индийской национальной армии, которая, как только в её расположении появились британские войска, сложила оружие. Переправа была полной неожиданностью для японцев, и на следующий день британские войска уже захватили большой плацдарм на левом берегу, а через две недели упорных боёв продвинулись на 120 км, успешно отбивая японские атаки как с севера, так и с юга. Отрезанный от основных сил Мандалай пал 20 марта 1945 года. Одновременное продвижение британских войск в Аракане привело к освобождению Акьяба с его важным аэродромом. Видя неизбежное поражение японцев, на сторону Союзников 27 марта 1945 года перешла Национальная армия Бирмы.
Получив свободу действий, британские войска устремились к Рангуну, стремясь достигнуть его до наступления сезона дождей. Уже 28 марта был отдан приказ:
Захватить Рангун любой ценой и как можно скорее, до наступления муссона
Соответственно, для японских войск муссон был последней надеждой. По той же самой причине в Лондоне решили захватить Рангун морским десантом 2 мая. В связи с тем, что японцы встали насмерть у Пегу, сухопутное наступление затормозилось, и десант успел раньше. По окончании сезона дождей британские войска и Национальная армия Бирмы (переименованная британцами в «Патриотические бирманские силы») завершили разгром японской группировки у реки Ситаун.

#### Французский Индокитай
После высадки Союзников во Франции и ликвидации вишистского правительства французским офицерам и чиновникам в Индокитае было ясно, что Франция будет судить о них по тому, какую позицию они займут. Однако не меньшим врагом, чем японцы, для французов были национально-освободительные движения Индокитая. Поднятое в октябре 1944 года в районе Бакшона восстание было подавлено французскими войсками.
Зная о брожениях во французских частях и контактах французских колониальных властей с разведкой Союзников, японцы перешли к решительным действиям. 9 марта 1945 года японские войска были подтянуты к французским казармам во всех концах Индокитая, и французам было предложено немедленно разоружиться. Большинство французских частей сложили оружие, лишь несколько подразделений с боями отступили к китайской границе. Ликвидировав французскую колониальную администрацию, японцы объявили о «независимости» Вьетнама, Лаоса и Камбоджи, и о создании в этих странах «независимых правительств».
14 августа 1945 года Центральный комитет Вьетминя объявил о начале всеобщего восстания. Когда 16 августа стало известно о капитуляии Японии, восстал весь Вьетнам. 2 сентября 1945 года была провозглашена Демократическая Республика Вьетнам.
Французский Лаос не являлся единым государственным образованием, поэтому когда японцы вынудили короля Луангпхабанга провозгласить независимость от Франции, то он проинтерпретировал это так, что он стал королём всего Лаоса. Премьер-министр Петсарат был достаточно умён и информирован, чтобы не принимать всерьёз обещаний японцев и не верить в их победу, поэтому лето 1945 года он потратил на то, чтобы наладить связи с созданной при поддержке США организацией «Лао пен лао» («Лаос — лаоссцам»). После капитуляции Японии на территорию Лаоса с севера вошли китайские войска.

#### Малайя
С 1943 года японцы фактически контролировали на Малаккском полуострове лишь города, власть в сельской местности принадлежала Антияпонской армии народов Малайи. В 1944 году британская разведка наладила с партизанами Малайи связи, координировала с ними свои действия, снабжала оружием и получала разведданные. С начала 1945 года партизаны перешли от диверсий и засад на дорогах к более широким операциям. Вскоре в Малайе появились освобождённые районы. Летом 1945 года Антияпонская армия народов Малайи контролировала уже несколько городов и большую часть территории горных штатов. После капитуляции Японии в Малайе не оказалось действующей власти, и начался хаос.

## Командные структуры

### Структуры командования Союзников
К началу войны на Тихом океане за оборону Нидерландской Ост-Индии отвечала Королевская голландская ост-индская армия (командующий — генерал Хейн Тер Портен), за оборону британских владений — Индийское командование (командующий — генерал Арчибальд Уэйвелл, отвечало за Британскую Индию, Цейлон и некоторое время — за Бирму) и Британское Дальневосточное командование (командующий до 23 декабря 1941 — генерал-полковник авиации Роберт Мур Брук-Попхэм, с 23 декабря 1941 — генерал-лейтенант Генри Ройдс Паунолл, отвечало за Гонконг, Малайю, Сингапур и прочие британские дальневосточные владения, некоторое время — за Бирму). 15 января 1942 года было создано единое межсоюзное командование ABDA, которое возглавил британский генерал Арчибальд Уэйвелл.
В связи с быстрым продвижением японцев на юг 21 февраля 1942 года ABDA было распущено. Войска на Филиппинах были переданы под контроль американских структур, за Бирму и западную часть Нидерландской Ост-Индии стало отвечать британское Индийское командование.
В связи с тем, что в регионе воевали также китайские войска и американская авиация, в августе 1943 года было образовано Юго-Восточно-Азиатское командование, которое возглавил британский лорд Луис Маунтбеттен, а его заместителем стал американский генерал Джозеф Стилвелл. Реорганизация заняла два месяца, и новое Командование приступило к управлению боевыми действиями с 15 ноября 1943 года. Этому командованию подчинялись Британский Восточный флот, 11-я группа армий, авиационное командование «Индия» и американский Китайско-Бирманско-Индийский театр военных действий. В октябре 1944 года Стилвелл оставил свой пост, и командование американскими войсками было разделено: американские военнослужащие в Китае стали подчиняться генералу Альберту Ведемейеру, а американо-китайский войска на Индийско-Бриманском ТВД были 12 ноября 1944 года слиты с британскими войсками в Союзные сухопутные войска в Юго-Восточной Азии.
Юго-Восточно-Азиатское командование отвечало за боевые действия в Индии, Бирме, Малайе, на Цейлоне, во Французском Индокитае и на острове Суматра. С 15 августа 1945 года зона ответственности Командования была распространена на всю Нидерландскую Ост-Индию. Командование было ликвидировано 30 ноября 1946 года.

### Японские командные структуры
За боевые действия в Юго-Восточной Азии и Юго-Западной части Тихого океана отвечало командование Южной группы армий, размещавшееся сначала в Сайгоне, потом в Сингапуре, затем на Филиппинах, и в итоге снова в Сайгоне; всю войну его возглавлял фельдмаршал Хисаити Тэраути. Для координации действий японских войск в Бирме 27 марта 1943 года в составе Южной группы армий был образован Бирманский фронт. 30 октября 1943 года на острове Сулавеси разместился 2-й фронт. Для противодесантной обороны Юго-Восточной Азии 19 марта 1944 года был образован 7-й фронт. Резервом являлась японская группа войск в Сиаме, которая в разные периоды войны носила разные названия.